# Sillans
Sillans település Franciaországban, Isère megyében. Lakosainak száma 1923 fő (2022. január 1.). Sillans Bévenais, La Frette, Le Grand-Lemps, Izeaux, Plan és Saint-Étienne-de-Saint-Geoirs községekkel határos.

## Népesség
A település népessége az elmúlt években az alábbi módon változott:
| Lakosok száma | 965  | 1086 | 1295 | 1722 | 1885 | 1885 | 1909 | 1946 | 1934 | 1923 |
|               | 1968 | 1982 | 1990 | 2006 | 2013 | 2015 | 2017 | 2019 | 2020 | 2022 |